# Voltammetria a variazione graduale

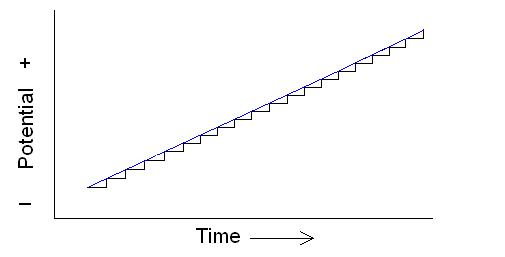
Scansione a variazione graduale (nero) a confronto con una scansione lineare (blu)

La voltammetria a variazione graduale è una tecnica analitica elettrochimica derivata dalla voltammetria a scansione lineare.
Nella voltammetria a scansione lineare la corrente registrata ad un elettrodo di lavoro è misurata mentre il potenziale tra tale elettrodo e un elettrodo di riferimento viene fatto variare linearmente nel tempo.
In voltammetria a variazione graduale il potenziale è variato a fasi successive sempre di uno stesso valore e la corrente è misurata alla fine di ogni cambio di potenziale, appena prima del successivo, cosicché il contributo della corrente capacitiva è minimizzato.
Se si pensa a incrementi infinitesimali di potenziale la voltammetria a variazione graduale si trasforma automaticamente in una voltammetria a scansione lineare.